# Cleusiana hyalinata
Cleusiana hyalinata är en insektsart som beskrevs av Cavichioli et Sakakibara 1989. Cleusiana hyalinata ingår i släktet Cleusiana och familjen dvärgstritar. Inga underarter finns listade i Catalogue of Life.